# Антарктичні бородатки
Антарктичні бородатки (Artedidraconidae) — родина окунеподібних риб підряду нототенієвидних (Notothenioidei).

## Поширення
Це донні риби Південного океану, що мешкають навколо Антарктики.

## Опис
Розміри тіла в межах 10-85 см завдовжки. Є два спинних плавці, передній — короткий і складається лише з 4 колючок, інший довгий і займає більшу частину спини. На нижній щелепі є вусик.

## Класифікація
До родини відносять 4 роди і 30 видів:
- Рід Artedidraco Lönnberg, 1905

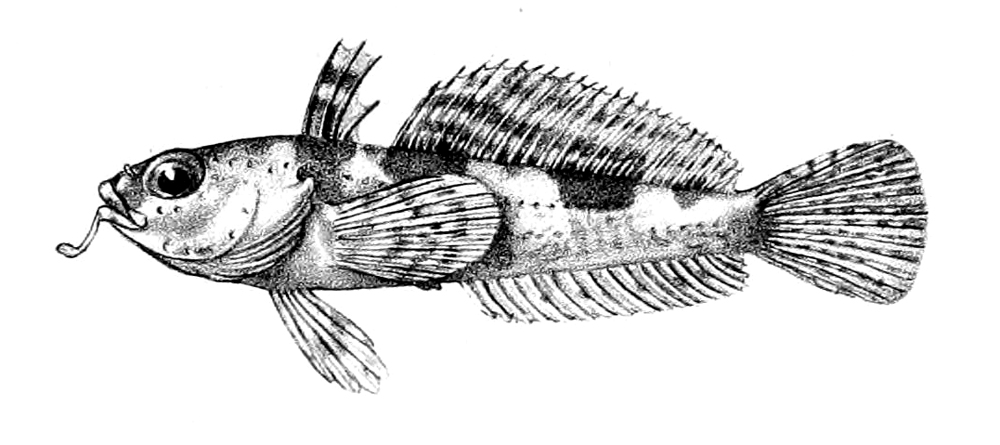
Artedidraco orianae

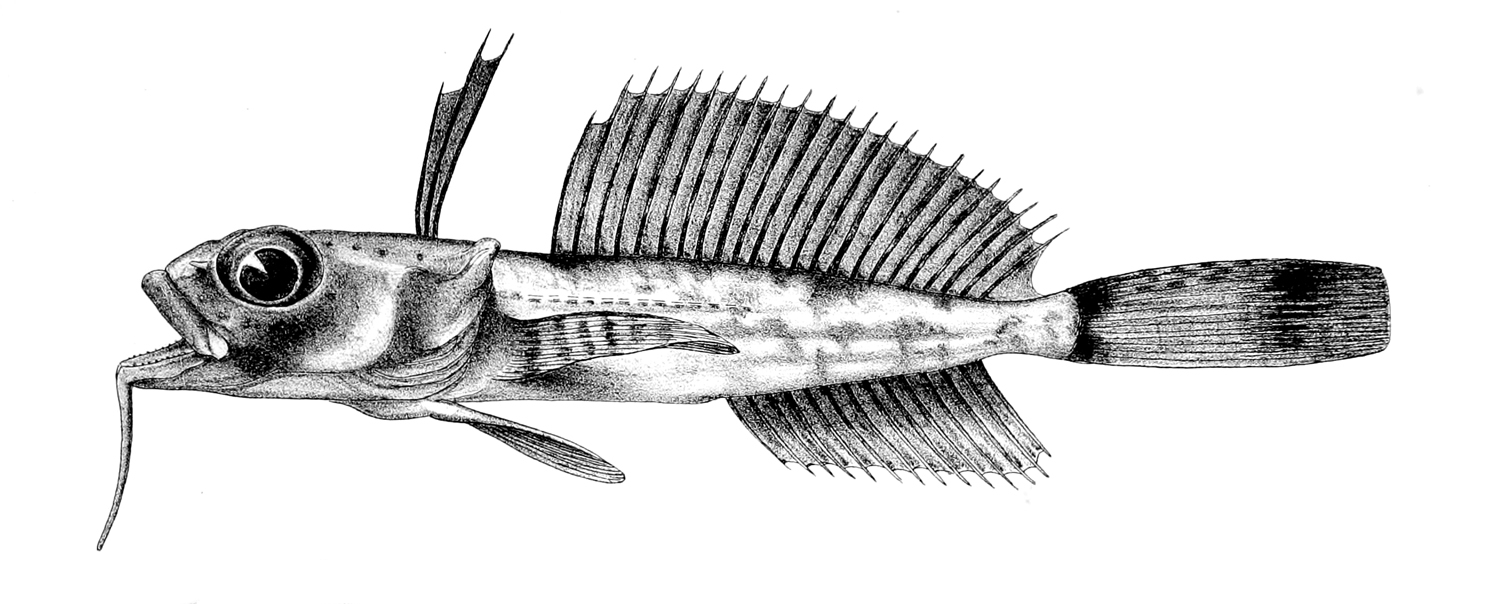
Dolloidraco longedorsalis

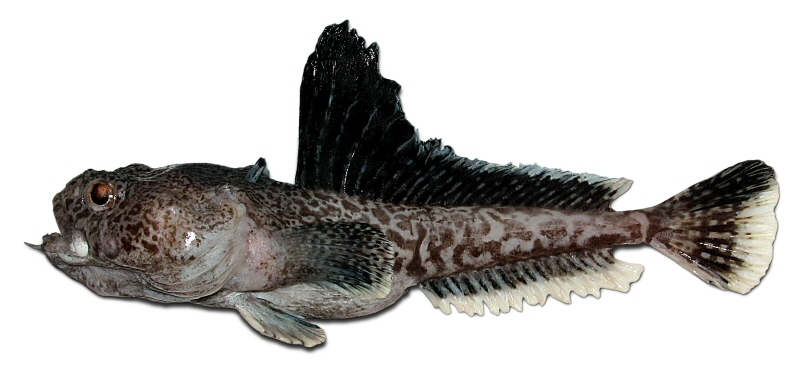
Pogonophryne barsukovi

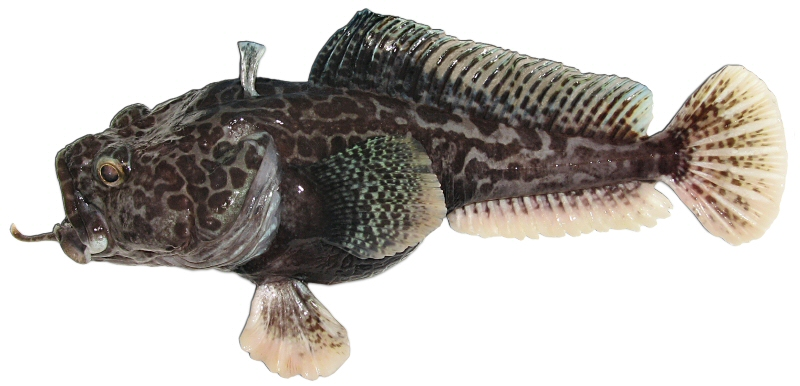
Pogonophryne tronio

  - Artedidraco glareobarbatus Eastman & Eakin, 1999
  - Artedidraco loennbergi Roule, 1913
  - Artedidraco mirus Lönnberg, 1905
  - Artedidraco orianae Regan, 1914
  - Artedidraco shackletoni Waite, 1911
  - Artedidraco skottsbergi Lönnberg, 1905
- Рід Dolloidraco Roule, 1913
  - Dolloidraco longedorsalis Roule, 1913
- Рід Histiodraco Regan, 1914
  - Histiodraco velifer (Regan, 1914)
- Рід Pogonophryne Regan, 1914
  - Pogonophryne albipinna Eakin, 1981
  - Pogonophryne barsukovi Andriashev, 1967
  - Pogonophryne bellinsghausenensis Eakin, Eastman & Matallanas, 2008)
  - Pogonophryne cerebropogon Eakin y Eastman, 1998
  - Pogonophryne dewitti Eakin, 1988
  - Pogonophryne eakini Balushkin, 1999
  - Pogonophryne favosa Balushkin & Korolkova, 2013
  - Pogonophryne fusca Balushkin & Eakin, 1998
  - Pogonophryne immaculata  Eakin, 1981
  - Pogonophryne lanceobarbata Eakin, 1987
  - Pogonophryne macropogon Eakin, 1981
  - Pogonophryne marmorata Norman, 1938
  - Pogonophryne mentella Andriashev, 1967
  - Pogonophryne minor Balushkin & Spodareva, 2013
  - Pogonophryne neyelovi Shandikov & Eakin, 2013
  - Pogonophryne orangiensis Eakin & Balushkin, 1998
  - Pogonophryne pavlovi Balushkin, 2013
  - Pogonophryne permitini Andriashev, 1967
  - Pogonophryne platypogon Eakin, 1988
  - Pogonophryne sarmentifera Balushkin & Spodareva, 2013
  - Pogonophryne scotti Regan, 1914
  - Pogonophryne skorai Balushkin & Spodareva, 2013
  - Pogonophryne squamibarbata Eakin & Balushkin, 2000
  - Pogonophryne stewarti Eakin, Eastman & Near, 2009
  - Pogonophryne tronio Shandikov, Eakin & Usachev, 2013
  - Pogonophryne ventrimaculata Eakin, 1987